# Knuts Skujenieks
Knuts Skujenieks (Riga, 5 de setembre de 1936) és un poeta, periodista i traductor letó. Durant la seva infantesa va viure a Bauska (Zemgale). Skujenieks més tard va estudiar a la Universitari de Letònia (Riga) i a l'Institut de Literatura Maksim Gorki de Moscou.
El 1962 va ser acusat d'activitats antisoviètiques i sentenciat a set anys al camp d'internament de Mordòvia (Rússia). Tot i ser un prolífic poeta, va poder publicar la seva primera col·lecció de poesia el 1978. Els poemes escrits durant la seva captivitat es van publicar el 1990. La poesia de Skujenieks s'ha traduït a diverses llengües europees, i els seus poemaris s'ha publicat a Suècia i Ucraïna.